# L'ispettore Gadget (serie animata 1983)
L'ispettore Gadget (Inspector Gadget) è una serie televisiva animata nata da una collaborazione franco-canadese-statunitense, prodotta da DiC Entertainment, France 3 e Nelvana e creata dagli studi Warner Bros. con la collaborazione della giapponese Tokyo Movie Shinsha e a volte della Toei Animation, che ha come protagonista l'omonimo ispettore, una sorta di cyborg dotato dei più vari gadget tecnologici innestati nel suo corpo. Il nemico principale di Gadget è il misterioso Boss Artiglio, capo di una organizzazione criminale chiamata MAD.
La prima serie de L'ispettore Gadget risale al 1983 ed è terminata nel 1985. In Italia la serie è stata trasmessa su Rai 1, Italia 1 e Canale 5. Nel 1999 è uscito un film dedicato a questa figura per la regia di David Kellogg, con Matthew Broderick e Rupert Everett; è poi arrivato anche un sequel, uscito direttamente in VHS e DVD. Entrambi i film sono i prequel della serie.
Dalla serie è scaturito un media franchise comprendente film, serie televisive e videogiochi.

## Personaggi principali
- L'ispettore Gadget è un detective cyborg e lo zio di Penny. E' simpatico, coraggioso, premuroso, protettivo e leale come uomo di legge. Gadget ama la sua famiglia più di ogni altra cosa e farebbe qualsiasi cosa per tenerla lontana dal male, specialmente Penny. Tuttavia, è anche goffo, incompetente, distratto, credulone e un po' vanaglorioso, considerato che commette regolarmente degli errori molto stupidi, scambiando innocenti astanti per nemici e, viceversa, crede che i suoi nemici siano brave persone, anche quando indossano le uniformi dei banditi in bella vista. La sua inettitudine lo trascina spesso in pericolo, ma riesce sempre a cavarsela con una fortuna incredibile, usando uno dei suoi (in)affidabili gadget oppure con l'aiuto della nipotina Penny e del cane Bravo. Il personaggio è ispirato al personaggio di Maxwell Smart, tanto che l'attore Don Adams gli dà voce nella versione originale, ma ha anche molto in comune con l'Ispettore Clouseau.
- Penny (Sophie nel doppiaggio Rai) è la dolce e preziosa nipote dell'ispettore Gadget. Gadget è il suo tutore e custode, anche se di solito pare che sia lei la custode di Gadget. Penny ha capelli biondi ed occhi azzurri, veste quasi sempre una t-shirt rosa con una striscia bianca al centro ed un paio di pantaloni verdi con toppe bianche sulle ginocchia. È una ragazza molto intelligente per la sua età: nonostante ciò che pensa lo zio, è lei il vero "cervello" dietro le indagini e la vera responsabile del fallimento dei diabolici piani del Boss Artiglio assieme al cane Bravo. Il suo strumento di lotta al crimine è un computer portatile high-tech, in grado di decifrare codici, sorvegliare edifici e prevalere su ogni sorta di macchina o dispositivo. Usando il suo computer, Penny riesce a sorvegliare tutto ciò che combina Gadget e – con l'aiuto del cane Bravo – aiutarlo ad evitare le numerose potenziali catastrofi da lui stesso causate.
- Bravo (Finot nel doppiaggio Rai, Brain in quello americano) è il cane di Penny. Assiste la ragazzina nel tenere Gadget fuori dai guai. È un maestro nei travestimenti e si camuffa per controllare che l'ispettore non si metta in pericolo tentando di risolvere il caso. Anche se Gadget è a stretto contatto con Bravo durante tutto il tempo dell'indagine, non lo riconosce mai, scambiandolo invece ogni volta per uno degli scagnozzi del Boss Artiglio. Il collare del cane è accessoriato con un sistema di videocomunicazione retrattile, collegato ad un computer da polso che Penny porta per sorvegliare lo zio o per avvertire Bravo dell'ubicazione degli scagnozzi di Artiglio. Bravo sa parlare il linguaggio umano, anche se con una scontrosa voce “canina” (con un problema di pronuncia della lettera “r”), simile a quella di Astro dei Jetsons o di Scooby-Doo. A volte è impossibile capire quello che Bravo sta dicendo. La razza è sconosciuta, anche se potrebbe trattarsi di un golden retriever.
- Il Commissario Quimby (Capo Gontier nel doppiaggio Rai) è il capo dell'ispettore Gadget. Appare all'inizio di ogni episodio per consegnare a Gadget la missione e solo per saltare in aria insieme al messaggio che si auto-distrugge a causa della dimenticanza dell'ispettore. Appare nuovamente alla fine dell'episodio per congratularsi con Gadget del buon lavoro svolto. Il personaggio è ripreso dal capo di Get Smart e dall'ispettore capo Dreyfus della Pantera Rosa, mentre il messaggio esplosivo è ispirato a Missione impossibile.
- Boss Artiglio (Dottor Gang nel doppiaggio Rai) è l'antagonista principale della serie ed il capo dell'organizzazione criminale conosciuta come MAD. Parla con una voce profonda e minacciosa, inoltre la sua faccia e la maggior parte del suo corpo non vengono mai mostrati; è possibile vederne solo le braccia e le mani guantate mentre lavora al computer. Anche se è consapevole dell'inettitudine di Gadget, crede che l'ispettore sia il suo più grande nemico e non capisce che in realtà sono Penny e Bravo che sventano i suoi diabolici piani. Il suo animale domestico, che sta sempre al suo fianco, è un grasso gatto, chiamato Satanasso (Mad Gatto nel doppiaggio Rai). In alcuni episodi, il gatto tenta di fare qualcosa di semplice, ma non ci riesce mai, di solito perché Boss Artiglio colpisce la scrivania. Il gatto non ha voce, ma quando Artiglio ride, ride anche lui.
- L'obiettivo principale dell'organizzazione criminale MAD (acronimo di Malevolent Agency of Destruction) è commettere crimini, seminare il caos ed operare al di fuori del limiti della legge. Capeggiata dal misterioso Boss Artiglio, MAD sembra avere numerosi agenti al suo servizio, ma solo sei o sette di loro appaiono frequentemente e solo quelli ingaggiati dal mondo della malavita hanno un nome. MAD è ovviamente una parodia delle organizzazioni criminali con grandiosi schemi di conquista del mondo, simili a quelli dei film di James Bond. Per essere un'organizzazione criminale, MAD sembra misteriosamente propensa all'autopromozione. Tutto ciò che è prodotto da MAD porta il logo, ogni agente porta vestiti con il logo dell'organizzazione e gira in camion con la scritta "MAD" sui lati. Nonostante tutto, l'Ispettore Gadget non riconosce mai il logo e le uniformi.

## Trama
Gadget è un ispettore della polizia di Metro City (Metroville nel doppiaggio Rai). Le sue missioni lo portano spesso in luoghi strani ed esotici.
Anche se ci sono alcune rare eccezioni, ogni singolo episodio della prima stagione segue un preciso canovaccio con poche piccole variazioni:
- Gadget si reca nel luogo indicato dal suo Capo e riceve un messaggio che legge ad alta voce in stile telegramma, intercalando solo STOP tra le frasi. Poiché "questo messaggio si autodistruggerà", Gadget lo getta vicino al Capo che non ha il tempo di allontanarsi e se lo vede esplodere;
- Gadget annuncia a Penny che deve partire per il caso, ma lei manda in incognito il cane Bravo;
- nel cercare di risolvere il caso, Gadget confonde i buoni con i cattivi e viceversa, e usa molto maldestramente le sue invenzioni;
- Penny, giunta sul posto, riesce a risolvere il caso, ma il Capo riconosce i meriti a Gadget.
- Alla fine di ogni episodio, Gadget e Penny dispensano un consiglio utile per la vita.

## Armi e dotazioni
(Estratto della sigla del cartone animato creata da Fininvest)
I gadget sono l'aspetto fondamentale del cartone, e nonostante siano il motivo caratterizzante dell'ispettore, non lo aiutano mai abbastanza da permettergli di risolvere il caso. Quando deve usare uno dei suoi gadget, l'ispettore dice “Hop-hop-gadget” ed il nome del gadget che vuole usare; comunque il gadget che appare non sempre è quello richiesto.
L'ispettore è dotato di un indefinito numero di gadget, collocati in tutto il corpo, anche se alcuni vengono usati più frequentemente.
Gadget dell'ispettore
- binocolo: esce dal cappello e si posiziona davanti ai suoi occhi.
- ombrello: una mano che tiene un ombrello esce dal cappello. Può essere usato come paracadute. Più spesso, l'ispettore cade rapidamente perché l'ombrello si capovolge.
- martello: quando qualcuno si avvicina all'eroe, lo colpisce con un martello.
- elicottero: un'elica che esce dal cappello e gli permette di volare.
- manette: escono dal suo avambraccio proprio sopra la mano.
- occhi: si muovono meccanicamente mentre legge, con un suono simile a quello di una macchina da scrivere.
- mani: parecchie mani meccaniche possono uscire dal cappello dell'Ispettore. Possono avere in mano diversi oggetti, tra i quali una macchina fotografica, un ventilatore, un apriscatole ed altri oggetti utili, compreso il suo distintivo.
- gambe/braccia/collo: sono telescopici, e possono allungarsi a dismisura.
- impermeabile: è in grado di gonfiarsi come un pallone, utile ad esempio per attutire le cadute.
- Gadgetmobile: Simile al suo corpo, la macchina dell'Ispettore, chiamata Gadgetmobile (può trasformarsi in furgoncino o in un'auto coupé molto simile a vari modelli dalla Toyota Supra alla Alfa Romeo Sprint alla Alfa Romeo 33 Carabo) che è accessoriata con un apparentemente inesauribile arsenale di gadget. In grado di emettere una cortina fumogena, gas esilarante, sedili eiettabili ed un artiglio frontale; l'auto può trasformarsi ingrandendo le proprie ruote e diventare un altro veicolo, denominato Gadget-van, in movimento. È inoltre pressoché indistruttibile: in alcune occasioni è caduta da notevoli altezze oppure ha subito collisioni non indifferenti rimanendo completamente intatta.

Gadget di Penny e Bravo
Così come l'ispettore, anche Penny e Bravo utilizzano alcuni gadget.
Il computer di PennyUna macchina simile ad un moderno computer portatile, camuffato da libro, capace di introdursi e interfacciarsi con qualsiasi equipaggiamento elettronico ed anche con apparecchi non necessariamente elettronici, come le casseforti.
L'orologio di PennyL'orologio da polso di Penny ha cinque funzioni:
1. Per prima cosa è usato per comunicare con Bravo (in maniera simile ad un moderno videofonino).
2. In molti episodi è usato per contattare il capo Quimby, anche se la risposta del capo non si sente mai.
3. Può sparare un raggio laser in grado di tagliare una pesante porta di metallo oppure di forzarla per aprirla.
4. Ha proprietà magnetiche (in un episodio, Penny calamita a sé le chiavi della cella in cui viene rinchiusa usando l'orologio).
5. Sembra avere delle capacità simili a quelle del computer (anche se inferiori).

Il collare di BravoIl dispositivo che Bravo usa per comunicare con Penny è nascosto nel collare. Quando riceve una chiamata, le punte del collare si allungano attorno al cane, presumibilmente contengono telecamera, microfono ed altoparlante.

## Lungometraggi
- D'animazione:
  - Ispettore Gadget salva il Natale
  - Ispettore Gadget - L'ultimo caso (noto anche come L'ultimo caso dell'ispettore Gadget)
  - La grande impresa dell'ispettore Gadget
- Live action:
  - Inspector Gadget
  - Inspector Gadget 2

## Musica
Il tema musicale del cartone è stato composto da Shuki Levy ed è ispirato alla melodia Nell'antro del Re della montagna nel Peer Gynt di Edvard Grieg.

## Edizioni italiane
In Italia venne distribuita dalla Rai e doppiata dalla CVD di Roma sotto la direzione di Gianni Bonagura ed è andata in onda su Rai Uno dal 23 dicembre 1985 nel contenitore per ragazzi Magic! con il nome di Ispettore Gadget. I nomi usati in questo doppiaggio sono quelli dell'edizione francese (ad esempio Penny e Bravo sono rispettivamente Sophie e Finot). In seguito, la serie venne riadattata dalla Mediaset, ridoppiata dalla Deneb Film S.r.l. di Cologno Monzese (MI) sotto la direzione di Gabriele Calindri e Adriano Micantoni e trasmessa su Canale 5 dal 1993 e replicata da Italia 1 e Rete 4. In questo doppiaggio invece vengono usati i nomi della versione inglese. Il doppiaggio Mediaset viene usato anche nella trasmissione su Jetix, Fox Kids e Planet Kids.
Per motivi probabilmente di palinsesto, gli episodi in onda sulla Rai contenevano alcuni tagli per ridurre la durata totale di ogni episodio.

### Sigle italiane
- Nella prima trasmissione in Rai, veniva usata una prima sigla italiana il cui testo era una traduzione della sigla originale francese e che non venne mai commercializzata. il cantate della sigla è stato Piero Chiambretti, il quale però ha ammesso su Twitter di aver intonato in realtà solo una piccola parte.[5]
- La sigla usata sulle trasmissioni Mediaset è L'ispettore Gadget, con testo di Alessandra Valeri Manera e musica di Carmelo "Ninni" Carucci, interpretata da Cristina D'Avena.
- Sulle trasmissioni sui canali di Sky (Jetix, Fox Kids e Planet Kids) viene usata la sigla internazionale della serie (un brano strumentale).

### Doppiaggio
| Nome dell'adattamento Rai | Nome nell'adattamento Mediaset | Doppiatore statunitense                  | Doppiatore francese                            | Doppiatore italiano (Rai) | Doppiatore italiano (Mediaset) |
| ------------------------- | ------------------------------ | ---------------------------------------- | ---------------------------------------------- | ------------------------- | ------------------------------ |
| Ispettore Gadget          | Ispettore Gadget               | Don Adams                                | Luc Durand                                     | Sergio Di Giulio          | Giorgio Melazzi                |
| Sophie                    | Penny                          | Cree Summer (st. 1) Holly Berger (st. 2) | Patricia Danot (st. 1) Barbara Tissier (st. 2) | Alessia Lionello          | Elisabetta Spinelli            |
| Capo Gontier              | Commissario Quimby             | Maurice LaMarche                         | Gérard Delmas (st. 1) Roger Lumont (st. 2)     | Giampiero Albertini       | Enrico Bertorelli              |
| Dottor Gang               | Boss Artiglio                  | Frank Welker                             | Victor Désy (st. 1) Georges Atlas (st. 2)      | Rodolfo Traversa          | Antonio Paiola                 |